# Czernczyce (gromada)
Czernczyce (do 31 XII 1959 Krzelków) – dawna gromada, czyli najmniejsza jednostka podziału terytorialnego Polskiej Rzeczypospolitej Ludowej w latach 1954–1972.
Gromady, z gromadzkimi radami narodowymi (GRN) jako organami władzy najniższego stopnia na wsi, funkcjonowały od reformy reorganizującej administrację wiejską przeprowadzonej jesienią 1954 do momentu ich zniesienia z dniem 1 stycznia 1973, tym samym wypierając organizację gminną w latach 1954–1972.
Gromadę Czernczyce z siedzibą GRN w Czernczycach (w obecnym brzmieniu Czerńczyce) utworzono 1 stycznia 1960 w powiecie ząbkowickim w woj. wrocławskim w związku z przeniesieniem siedziby GRN gromady Krzelków (zwiększonej tego samego dnia o wieś Sieroszów a zmniejszonej o wieś Lipa) z Krzelkowa do Czernczyc i zmianą nazwy jednostki na gromada Czernczyce. Dla gromady ustalono 15 członków gromadzkiej rady narodowej.
31 grudnia 1961 gromadę zniesiono, a jej obszar włączono do gromad: Henryków (wsie Czernczyce i Krzelków) i Sadlno (wieś Sieroszów) w tymże powiecie.